# Sphagnum girgensohnii
Sphagnum girgensohnii ist ein meist graugrünes Torfmoos, das in der Sektion Acutifolia der Gattung der Torfmoose (Sphagnum) steht und zu den Laubmoosen (Bryophyta) gehört. Diese Art wird in deutschsprachigen Regionen „Girgensohns Torfmoos“ oder auch „Girgensohnsches Torfmoos“ genannt.

## Beschreibung

### Merkmale der Pflanze
Sphagnum girgensohnii ist eine Torfmoosart, die je nach Lebensraum eine selten tiefgrüne, meist aber graugrüne bis zu grünbräunliche Färbung zeigt. Die Pflanzen sind eher kräftig und zeigen in trockenem Zustand keinen metallischen Schimmer.
Die „Endknospen“ an der Spitze der Stämmchen – die man auch als Köpfchen bezeichnet – sind in fünfstrahliger Anordnung deutlich sternförmig gestaltet und an der Spitze abgeflacht.
Die Pflanzen bilden lockere und ausgedehnte Polster.
Die Stämmchen selbst zeigen eine bleichgrüne bis gelbbraune Färbung. Die wasserspeichernden Hyalocyten-Zellen der Stämmchen sind nicht mit Fibrillen ausgestattet. Der Zentralzylinder ist gelblich gefärbt.
An den Stämmchen sitzen die aufrecht stehenden, zungen- bis spatelförmigen Stammblätter, deren Blattränder an der breiten, gestutzten Spitze zerschlitzt gefranst sind. Der Blattrand ist an der Basis breit und ca. ab der Mitte schmal gestaltet. Als Größenangaben für das Stammblatt findet man Maße von 0,80–1,3 Millimeter × 0,75–0,90 Millimeter. Die Hyalocyten sind rhomboid, ohne Fibrillen und selten geteilt.
An den Stämmchen setzen auch die bogig angelegten Äste in wirtel- und faszikelähnlichen Büscheln mit 2–3 abstehenden und 1–2 hängenden Ästen an. Die Aststämmchen weisen im Rindenabschlussgewebe Retortenzellen mit Hälsen und Poren auf.
Die Astblätter zeigen eine eiförmig bis eiförmig-lanzettliche Gestalt, wobei die Blattspitze stark eingerollt ist. Sie sind konkav gekrümmt und die Blattränder ganzrandig, also glatt gestaltet. Die Maße liegen bei 1,0–1,4(–1,8) Millimeter × 0,50–0,75 Millimeter. Die Blätter sind dachziegelartig überlappend angelegt; in trockenem Zustand stehen sie dagegen ab.

### Geschlechtliche Merkmale
Die Sporenkapseln von Sphagnum girgensohnii reifen im Spätsommer. Die Sporen haben Ausmaße von etwa 20–30 Mikrometer und sind gelblich gefärbt.

## Standort und Verbreitung
Sphagnum girgensohnii ist eine hinsichtlich Nährstoffgehalt mesotrophente Art, die eine gewisse Trockenheits- und Schattentoleranz aufweist und auf sauren Böden mit einem pH-Wert von 3,4–5,6 gedeiht. Sie ist in der zirkumpolaren Holarktis und in Südostasien von niedrigen Höhenlagen bis in Gebirgslagen anzutreffen. Die Art kommt in einer Vielzahl von Lebensräumen, vorzugsweise auf feuchten Waldböden unter Koniferen, Rhododendren oder Bambus und in der borealen Buschtundra vor. Sie ist auch in der Nähe von Wasserläufen anzutreffen.
Sphagnum girgensohnii ist häufig zusammen mit dem Russow-Torfmoos (Sphagnum russowii) zu finden, wächst aber auch mit dem Zentrierten Torfmoos (Sphagnum centrale), dem Trügerischen Torfmoos (Sphagnum fallax), dem Gefransten Torfmoos (Sphagnum fimbriatum), dem Fünfzeiligen Torfmoos (Sphagnum quinquefarium), mit Warnstorfs Torfmoos (Sphagnum warnstorfii) und mit dem Magellans Torfmoos (Sphagnum magellanicum) in beschatteten Standorten von Mooren. Es ähnelt Sphagnum rubiginosum, das als Unterscheidungsmerkmale rötliche Pigmente und drei bis vier abstehende Äste per Faszikel aufweist.
Sphagnum girgensohnii besiedelt Nordamerika von Grönland über Kanada bis in etwa der nördlichen Hälfte der USA; in Asien wird China, Nepal, Indien, Indonesien, Korea, Japan, Russland und die Kaukasus-Region genannt. In Europa weisen beispielsweise Island, Norwegen, Deutschland, Österreich und die Schweiz diese Torfmoosart als auf ihrem Staatsgebiet vorkommend aus.

## Systematik
Sphagnum girgensohnii wird in der Sektion Acutifolia der Gattung Sphagnum innerhalb der monogenerischen Familie Sphagnaceae geführt. Als Synonym wird Sphagnum mehneri Warnstorf genannt.

## Gefährdungssituation und Schutzmaßnahmen
Die allgemeine Reduzierung von Nassbereichen kennzeichnet auch die Bestandssituation von Sphagnum girgensohnii. Die Art wird in der nationalen Rote Liste gefährdeter Arten Deutschlands als „zurückgehend“ bezeichnet und auch in Roten Listen einiger deutscher Länder als „gefährdet“ angeführt.
In der Schweizer Roten Liste wird diese Torfmoosart als „nicht gefährdet“ beurteilt.
Gemeinsam mit allen Torfmoosen wird auch Sphagnum girgensohnii auf der Ebene der Europäischen Union durch die Fauna-Flora-Habitat-Richtlinie Nr. 92/43/EWG in der aktualisierten Fassung vom 1. Januar 2007 mit Entnahmeregelungen und Habitatsicherungen unter Schutz gestellt.
Die Bundesrepublik Deutschland schützt die Torfmoose über das Bundesnaturschutzgesetz (BNatSchG) und kennzeichnet alle Arten der Gattung Sphagnum in der Anlage 1 zur Bundesartenschutzverordnung zu § 1 Satz 1 als „besonders geschützt“.
Auch die Schweiz stellt für alle Torfmoosarten und somit auch für Sphagnum girgensohnii legistische Schutzmaßnahmen bereit. Zusätzlich werden die Moore als Lebensraum der Torfmoose unter Schutz gestellt.